# Anaea philumena
Anaea philumena är en fjärilsart som beskrevs av Doubleday 1849. Anaea philumena ingår i släktet Anaea och familjen praktfjärilar. Inga underarter finns listade i Catalogue of Life.